# Czat
Czat (również chat, z ang. chat [tʃæt] – pogawędka) – rodzaj rozmowy między dwoma lub wieloma użytkownikami komputerów za pośrednictwem Internetu lub innej sieci komputerowej, polegającej na naprzemiennym przesyłaniu wiadomości tekstowych.
Wyraz czat (chat), będący zapożyczeniem, zagnieździł się w slangu informatycznym. Najpowszechniejszym znaczeniem tego słowa jest serwis internetowy służący do komunikacji wielu osób w tzw. pokojach. Zwykle istnieją dwa rodzaje rozmowy – prywatna, której przebieg mogą śledzić tylko dwie osoby, oraz publiczna, dostępna dla wszystkich użytkowników. W części czatów dostępne są również graficzne emotikony, stworzone dla ułatwienia ekspresji emocji.
Podobną funkcjonalność oferuje IRC. W stosunku do wielu serwisów czatowych ma on dużo lepiej rozbudowane mechanizmy zarządzania pokojami (tam nazywanymi kanałami) oraz uprawnieniami użytkowników.
Od słowa czat powstały inne wyrażenia, takie jak czatować (chatować) – rozmawiać za pośrednictwem czatu.
Wraz z postępem technologicznym zwiększającym szybkość internetu i pojawieniem się portali Web 2.0, szybko zauważono, że tradycyjny czat można rozbudować, dodając funkcję połączenia audio i wideo. Zrodziło to nowe możliwości w dotychczasowych zastosowaniach komunikacji poprzez internet, zarówno w sferze rozrywki, jak i zastosowaniach biznesowych (konferencje).
Ta forma komunikacji zyskała dużą popularność, zarówno w oprogramowaniu komputerowym typu Gadu-Gadu, czy Skype – jak i w wielu portalach dla chatowników.